# Lake Village, Arkansas
Lake Village är administrativ huvudort i Chicot County i Arkansas. Vid 2010 års folkräkning hade Lake Village 2 575 invånare.

## Kända personer från Lake Village
- Bob Forte, utövare av amerikansk fotboll